# Calyptranthes speciosa
Calyptranthes speciosa är en myrtenväxtart som beskrevs av Paul Antoine Sagot. Calyptranthes speciosa ingår i släktet Calyptranthes och familjen myrtenväxter.

## Underarter
Arten delas in i följande underarter:
- C. s. gigantifolia
- C. s. speciosa